# Sébastien Tellier
Sébastien Tellier, född 22 februari 1975 i Le Plessis-Bouchard, är en fransk musiker och tonsättare. 

## Biografi
Tellier upptäcktes av den franska gruppen Air, som registrerade honom på sitt skivbolag Record Makers. Han spelar de flesta instrument och sjunger själv på sina skivor. Sången är oftast på engelska, men franska, spanska och italienska förekommer också.
Telliers egendomliga stil har jämförts med bland annat Syd Barrett och Serge Gainsbourg. Hans idoler är The Bee Gees, The Eagles, The Beach Boys, Michael Jackson, Prince samt Robert Wyatt.

## Filmmusik
Låten Fantino (från albumet L'incroyable Vérité) är en del av filmmusiken i Sofia Coppolas långfilm Lost in Translation (2003). År 2004 gjorde Sébastien Tellier hela soundtracket till den franska filmen Narco av Tristan Aurouet och Gilles Lellouche, och år 2007 gjorde han soundtracket till filmen Steak av Quentin Dupieux. I den sistnämnda spelade Tellier även rollen som Prisme.

## Eurovision 2008
Sébastien Tellier representerade Frankrike i Eurovision Song Contest 2008 i Belgrad den 24 maj med låten Divine. Han fick 47 poäng och kom således på delad 18:e-plats med Sverige, som företräddes av Charlotte Perrelli. Telliers framträdande rönte viss medial uppmärksamhet till följd av att bakgrundssångerskorna bar lösskägg och solglasögon. Låten Divine nådde i mars en andraplacering på Sveriges Itunes-lista. Två månader senare, efter framträdandet i Eurovision Song Contest, gick låten upp till förstaplats. Divine återfinns på skivan Sexuality.

## Diskografi

### Studioalbum
- 2001 – L'incroyable Vérité
- 2004 – Politics
- 2008 – Sexuality
- 2012 – My God Is Blue
- 2013 – Confection
- 2014 – L'Aventura

### Filmmusik
- 2004 – Narco
- 2007 – Steak

### Samlingar
- Sessions (2006) - låtar från Politics och L'incroyable Vérité med nya arrangemang (ofta endast piano och minimoog).
- Universe (2006) - låtar från Sessions och Narco.